# Cao'e-rivier
De Cao'e-rivier is een rivier in de Chinese provincie Zhejiang. 

## Bron, stroming en uitmonding
De rivier ontspringt op 870 meter hoogte op de berg Jiangongling in het Dapan gebergte, Pan'an County, in de provincie Zhejiang in China als zijrivier van de Chengtan Rivier en stroomt van zuid naar noord alvorens na 182,4 km in de baai van Hangzhou uit te monden. De rivier wordt sterk beïnvloed door de weersinvloeden waardoor de rivierbedding op sommige plaatsen enkele honderden meters breed is en in het regenseizoen kan de rivier tot zo'n 20 meter diep worden. Hierdoor schommelt het gemiddelde debiet sterk tussen 30-80 kubieke meter/seconde.

## Naamgeving
De rivier is vernoemd naar het meisje Cao E (130-143), dat tijdens een poging om haar vader te redden van de verdrinkingsdood zelf om het leven kwam, samen met haar vader. De rivier heeft ook andere namen gehad, zoals Shun-rivier, vernoemd naar keizer Shun en Shangyu-rivier, vernoemd naar de regio.

## Werken
De rivier is een belangrijke bron van water voor de landbouw en de industrie in de kustgebieden. Er zijn sluizen in de Cao'e-rivier geplaatst om overstromingen door de getijdenwerking tegen te gaan.